# Ukrajina na Hopmanově poháru
Ukrajina na Hopmanově poháru startovala celkem čtyřikrát, poprvé v roce 1993. Před rokem 1992 byla Ukrajina součástí SSSR (Sovětský svaz se soutěže účastnil v letech 1990 a 1991), v roce 1992 byla reprezentována týmem Společenství nezávislých států. Samostatně pak do turnaje poprvé zasáhla roku 1993.
Dvakrát se ukrajinské družstvo probojovalo do finále a v obou případech z něj odešlo poraženo.
V roce 1995 nestačila sourozenecká dvojice Andreje a Natalie Medveděvových v boji o titul na Německo, reprezentované Anke Huberovou a Borisem Beckerem. Elina Svitolinová s Alexandrem Dolgopolovem poté v ročníku 2016 bez porážky došli až do finále, v němž nestačili na Zelený tým Austrálie ve složení Darja Gavrilovová a Nick Kyrgios. Porážky v obou dvouhrách určily konečný výsledek 2–0 pro Australany.

## Tenisté
Tabulka uvádí seznam ukrajinských tenistů, kteří reprezentovali organizaci na Hopmanově poháru.
| Jméno               | Celkem V-P | Dvouhra V-P | Čtyřhra V-P | Poprvé | Počet startů |
| Alexandr Dolgopolov | 3–4        | 3–1         | 0–3         | 2016   | 1            |
| Andrej Medveděv     | 6–6        | 4–3         | 2–3         | 1993   | 3            |
| Natalia Medveděvová | 5–7        | 3–4         | 2–3         | 1993   | 3            |
| Elina Svitolinová   | 3–4        | 3–1         | 0–3         | 2016   | 1            |

## Výsledky
| Rok  | Fáze soutěže     | Místo konání         | Soupeř             | Výsledek | Stav   |
| ---- | ---------------- | -------------------- | ------------------ | -------- | ------ |
| 1993 | první kolo       | Burswood Dome, Perth | Rakousko           | 2–1      | výhra  |
| 1993 | čtvrtfinále      | Burswood Dome, Perth | Německo            | 1–2      | prohra |
| 1994 | první kolo       | Burswood Dome, Perth | Rakousko           | 0–3      | prohra |
| 1995 | první kolo       | Burswood Dome, Perth | Švédsko            | 2–1      | výhra  |
| 1995 | čtvrtfinále      | Burswood Dome, Perth | Spojené státy      | 2–1      | výhra  |
| 1995 | semifinále       | Burswood Dome, Perth | Česko              | 2–1      | výhra  |
| 1995 | finále           | Burswood Dome, Perth | Německo            | 0–2      | prohra |
| 2016 | základní skupina | Perth Arena, Perth   | Spojené státy      | 2–1      | výhra  |
| 2016 | základní skupina | Perth Arena, Perth   | Česko              | 2–1      | výhra  |
| 2016 | základní skupina | Perth Arena, Perth   | Austrálie (Zlatá)  | 2–1      | výhra  |
| 2016 | finále           | Perth Arena, Perth   | Austrálie (Zelená) | 1–2      | prohra |